# هربرت بویر
هربرت بویر (انگلیسی: Herbert Boyer؛ زادهٔ ۱۰ ژوئیهٔ ۱۹۳۶) یک دانشمند در زمینه زیست‌شناسی اهل ایالات متحده آمریکا است.
وی همچنین برنده جوایزی همچون مدال ملی فناوری و نوآوری شده است.